# Film u 2016.
◄◄ | ◄ | 2013. | 2014. | 2015. | 2016.  | 2017. | 2018. | 2019. | ► | ►►
Arhitektura • Astronautika • Astronomija • Biologija • Film • Fotografija • Glazba • Kazalište • Kemija • Kiparstvo • Knjige • Književnost • Kršćanstvo • Meteorologija • Medicina • Planinarstvo • Politika • Pravo • Promet • Slikarstvo • Strip • Šport • Televizija • Znanost • Zrakoplovstvo • Željeznički promet
Film u 2016.

## Svijet

### Filmovi
- Ljubavne varke, američki film
- Upoznajući g. Darcyja, američka romantična drama
- Forušande, iranska filmska drama

## Vanjske poveznice
|  | Zajednički poslužitelj ima još gradiva o temi Filmovi iz 2016. |